# Guadalupe Lancho
Guadalupe Lancho (Salamanca, 12 agosto 1971) è un'attrice spagnola.

## Biografia
Ha recitato nella telenovela spagnola Il segreto nel ruolo di Marita Delgado/Remigia Retuerto e nel film di Aldo, Giovanni e Giacomo Il ricco, il povero e il maggiordomo nel ruolo di Dolores.

## Filmografia

### Cinema
- Il ricco, il povero e il maggiordomo, regia di Aldo, Giovanni e Giacomo e Morgan Bertacca, nel ruolo di Dolores (2014)

### Televisione
- Amare per sempre - serie tv (2005)
- Los hombres de Paco - serie tv, episodio 1x13 (2006)
- Genesis - serie tv, episodio 2x03 (2007)
- Countdown (Cuenta atrás) - serie tv, episodio 2x02 (2007)
- Los Serrano, - serie tv, episodio 7x11 (2008)
- Fisica o chimica (Física o Química) - serie tv, 3 episodi (2008)
- Il segreto, nel ruolo di Marita Delgado/Remigia Retuerto, 2 episodi (2012)
- Cuore ribelle (Bandolera) - serie tv, episodio 1x510 (2013)
- Per sempre (Amar es para siempre) - serie tv (2014-2015)
- Cuéntame cómo pasó - serie tv, episodio 17x3 (2016)